# Sigmatomera varicornis
Sigmatomera varicornis är en tvåvingeart som beskrevs av Alexander 1936. Sigmatomera varicornis ingår i släktet Sigmatomera och familjen småharkrankar. Inga underarter finns listade i Catalogue of Life.